# Nangha Boguila
Nangha Boguila är en subprefektur i Centralafrikanska republiken.   Den ligger i prefekturen Ouham, i den västra delen av landet, 300 km nordväst om huvudstaden Bangui.
I omgivningarna runt Nangha Boguila växer huvudsakligen savannskog. Runt Nangha Boguila är det mycket glesbefolkat, med 5 invånare per kvadratkilometer.